# Маргарита Саксонская (1469—1528)
Маргарита Саксонская (англ. Margarete of Saxony; 4 августа 1469, Майсен, курфюршество Саксония — 7 декабря 1528, Веймар, курфюршество Саксония) — саксонская принцесса, в замужестве герцогиня Брауншвейг-Люнебургская.

## Жизнь
Маргарита была дочерью курфюрста Саксонии Эрнеста (1441—1486) и его жены Елизаветы (1443—1484), дочери Альбрехта III, герцога Баварии и Мюнхена. Её сестра Кристина была королевой Дании, Норвегии и Швеции.
27 февраля 1487 года в Целле Маргарита вышла замуж за Генриха, герцога Брауншвейга и Люнебурга (1468—1532). Генриха отправили к саксонскому двору в возрасте двенадцати лет. Предполагается, что переговоры о браке начались в 1469 году, так как отец Генриха Оттон V сформировал союз с дядей Маргариты Вильгельмом. Саксонская сторона отложила свадьбу до завершения расширения замка Целле, так как замок и прилегающие к нему территории были обещаны в качестве приданого Маргариты.
Маргарита умерла в 1528 году в возрасте 59 лет и была похоронена в Веймаре.

## Дети
27 февраля 1487 года Маргарита Саксонская вышла замуж за Генриха I, герцога Брауншвейг-Люнебургского (1468 — 19 февраля 1532). У них было несколько детей:
- Анна (род. 1492), умерла в детстве
- Елизавета Брауншвейг-Люнебургская[нем.] (11 сентября 1494 — 2 апреля 1572), жена с 1519 года герцога Карла Гельдернского (1467—1538)
- Оттон I (24 августа 1495 — 11 августа 1549), князь Люнебургский (1520—1527) и Харбургский (1527—1549)
- Эрнест I Исповедник (26 июня 1497 — 11 января 1546), князь Люнебургский (1520—1546)
- Аполлония (8 марта 1499 — 31 августа 1571)
- Анна Брауншвейг-Люнебургская[нем.] (6 декабря 1502 — 6 ноября 1568), муж с 1525 года западно-поморский герцог Барним IX Благочестивый (1501—1573)
- Франц (23 ноября 1508 — 23 ноября 1549), князь Люнебургский (1536—1539) и Гифхорнский (1539—1549)